# Bill Paxton
Pour les articles homonymes, voir Paxton.
William Paxton, dit Bill Paxton, né le 17 mai 1955 à Fort Worth, Texas (États-Unis) et mort le 25 février 2017 à Ojai, Californie (États-Unis), est un acteur et réalisateur américain.

## Biographie

### Jeunesse, formation et débuts
William Paxton naît et grandit à Fort Worth au Texas. Il est le fils de John Lane Paxton, un homme d'affaires grossiste de bois d'œuvre, directeur de musée et acteur occasionnel, et de Mary Lou Paxton (née Gray).
Il est élevé selon la religion catholique de sa mère. Le trisaïeul de Paxton est Elisha Franklin Paxton, un brigadier général de l'armée des États confédérés pendant la guerre de Sécession, tué à la tête de la brigade de Stonewall à la bataille de Chancellorsville.
Il fréquente la Arlington Heights High School à Fort Worth et la Texas State University (plus tard appelée la Southwest Texas State University) à San Marcos.
Au milieu des années 1970, il déménage à Los Angeles en Californie, et commence à travailler pour le producteur Roger Corman comme décorateur de plateau. Il déménage ensuite à New York pour étudier au conservatoire Stella Adler.
C'est en travaillant pour Corman qu'il rencontre le futur réalisateur James Cameron, embauché lui aussi comme décorateur ; dès lors, une solide amitié lie les deux hommes. De 1974 à 1981, Paxton travaille comme décorateur.

### Carrière
Bill Paxton débute au cinéma en 1975 dans le film d'action Crazy Mama de Jonathan Demme. Neuf ans et sept petits rôles plus tard, il fait une courte apparition, cependant remarquée, dans Terminator de James Cameron, face à Arnold Schwarzenegger en tant que chef d'un groupe de punks. Ces quelques secondes à l'écran marquent le début d'une longue collaboration entre Paxton et Cameron.
Dans Une créature de rêve (1985) de John Hughes, il est le grand frère bourrin. La même année, il apparaît dans Commando puis incarne un marine colonial dans Aliens, le retour de James Cameron, un an plus tard. En 1987, il joue le vampire moderne dans Aux frontières de l'aube de Kathryn Bigelow, la future épouse de James Cameron. Il retrouve deux de ses partenaires de jeu du film Aliens, Jenette Goldstein et Lance Henriksen
En 1990, le film Predator 2, suivi de Tombstone en 1993 confirment sa propension aux seconds rôles musclés, avant que True Lies (1994) ne l'amène une nouvelle fois à travailler avec James Cameron, et collaborer de nouveau avec Arnold Schwarzenegger. Un an plus tard, il tourne dans Apollo 13 en compagnie de Tom Hanks et Kevin Bacon.
En 1996, il tient sa première véritable tête d'affiche aux côtés d'Helen Hunt dans Twister, l'un des grands vainqueurs du box-office de l'été aux États-Unis. Il confirme un an plus tard en incarnant un explorateur de fonds sous-marins dans Titanic (1997) de James Cameron.
En 1998, il joue dans Un plan simple de Sam Raimi, une production plus modeste mais saluée par la critique. Il retrouve ensuite les chemins du cinéma populaire avec Mon ami Joe (1999), puis U-571 et Vertical Limit tous deux en 2000.
En 2002, il signe son premier long métrage derrière la caméra avec Emprise, dont il est également l'une des deux têtes d'affiche avec Matthew McConaughey, puis participe à l'aventure de Spy Kids 2 : Espions en herbe. Il retrouve également James Cameron pour le film-documentaire Les Fantômes du Titanic.
Moins présent au cinéma au cours des années 2000, il trouve un second souffle en 2006 en jouant son premier rôle majeur à la télévision, celui de Bill Henrickson (en) dans la série Big Love diffusée sur HBO. Ce rôle d'un mormon fondamentaliste qui vit avec ses trois femmes lui vaut d'obtenir plusieurs nominations aux Satellite Awards et aux Golden Globes,,. La série se termine en 2011 au terme de sa cinquième saison.
En 2012, il interprète face à Kevin Costner, Randolph « Randall » McCoy (en), dans la mini-série de genre western Hatfields and McCoys qui relate le conflit entre les deux familles (en).

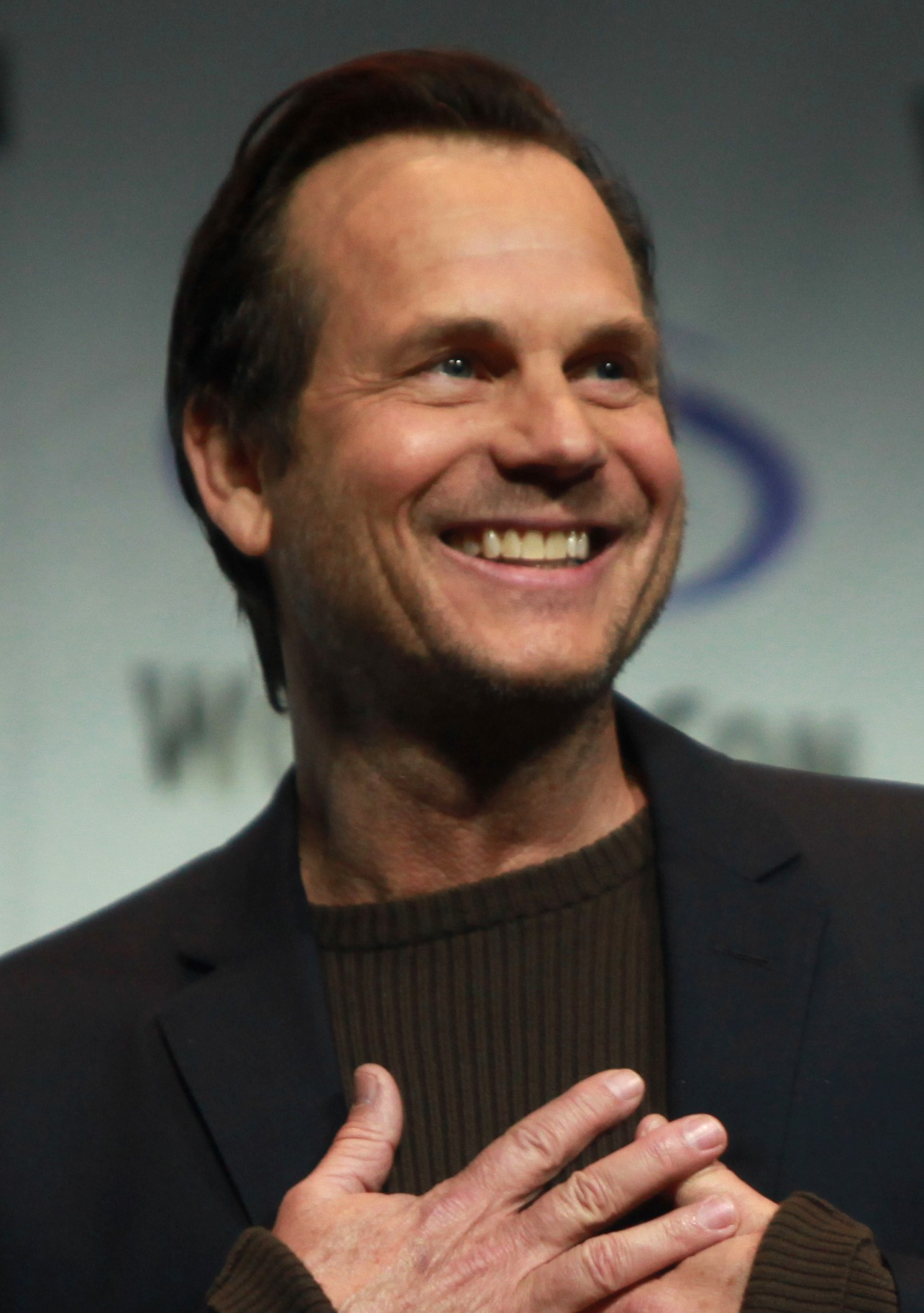
Bill Paxton en 2014.

En 2014, il joue dans six épisodes de la première saison de la série Marvel : Les Agents du SHIELD, où il incarne l'agent John Garrett (en). Il tient également deux rôles remarqués au cinéma la même année. Il joue le rôle d'un caméraman indépendant qui vend ses images à des journaux télévisés dans le néo-noir psychologique Night Call de Dan Gilroy, ainsi qu'un sergent-maitre dans le film de science fiction sur fond de boucle temporelle, Edge of Tomorrow de Doug Liman,.
En 2017, il forme un duo avec Justin Cornwell (en) dans la série Training Day, relecture du film de 2001 réalisé à l'époque par Antoine Fuqua. Il meurt à 61 ans durant la diffusion de la première et unique saison de la série. Sa dernière apparition devant la caméra se fait à titre posthume dans le film The Circle de James Ponsoldt.

### Musique
Bill Paxton a également fait partie du duo new wave Martini Ranch aux côtés du musicien Andrew Todd Rosenthal. Le groupe n'a existé que quelques années, entre 1982 et 1989. Un album, nommé Holy Cow, est sorti en 1988 chez Sire Records. Sur cet album, Paxton collabore avec plusieurs musiciens américains comme Mark Mothersbaugh, Bob Casale et Alan Myers de Devo mais également Cindy Wilson du groupe The B-52's. Plusieurs clips vidéos ont également vu le jour, d'abord "How Can The Labouring Man Find Time For Self-Culture ?", réalisé par Rocky Schenck en 1986 dans lequel apparaissent plusieurs amis de Paxton comme Anthony Michael Hall, Judge Rheinhold, Rick Rossovich et Michael Biehn, puis "Reach", réalisé par James Cameron en 1988 dans lequel on peut voir Kathryn Bigelow, Lance Henriksen, Paul Reiser, Jenette Goldstein et Judge Rheinhold.

### Vie privée
De 1979 à 1980, Bill Paxton est marié à l'actrice canadienne Kelly Rowan. Le 12 mai 1987, il épouse Louise Newbury ; le couple a deux enfants : James (né en 1994) et Lydia (née en 1997).

### Mort
En février 2017, quelques semaines avant une opération de chirurgie cardiaque, Bill Paxton révèle dans une interview qu'il a une valve cardiaque endommagée, résultat d'une fièvre rhumatismale contractée dans sa jeunesse.
Il meurt le 25 février 2017 à Ojai en Californie à l'âge de 61 ans, des suites de complications liées à cette opération. Incinéré, ses cendres sont enterrées au Forest Lawn Memorial Park d'Hollywood Hills.

## Particularités
Bill Paxton a souvent été qualifié comme un des plus célèbres seconds rôles du cinéma. Par ailleurs, il est connu pour être le premier acteur à avoir joué un personnage tué par un Alien (dans Aliens, le retour), par Terminator (dans le premier Terminator) et par un Predator (dans Predator 2), trois créatures fantastiques iconiques de l'univers science-fiction au cinéma, ; le second acteur dans ce cas étant Lance Henriksen.

## Filmographie

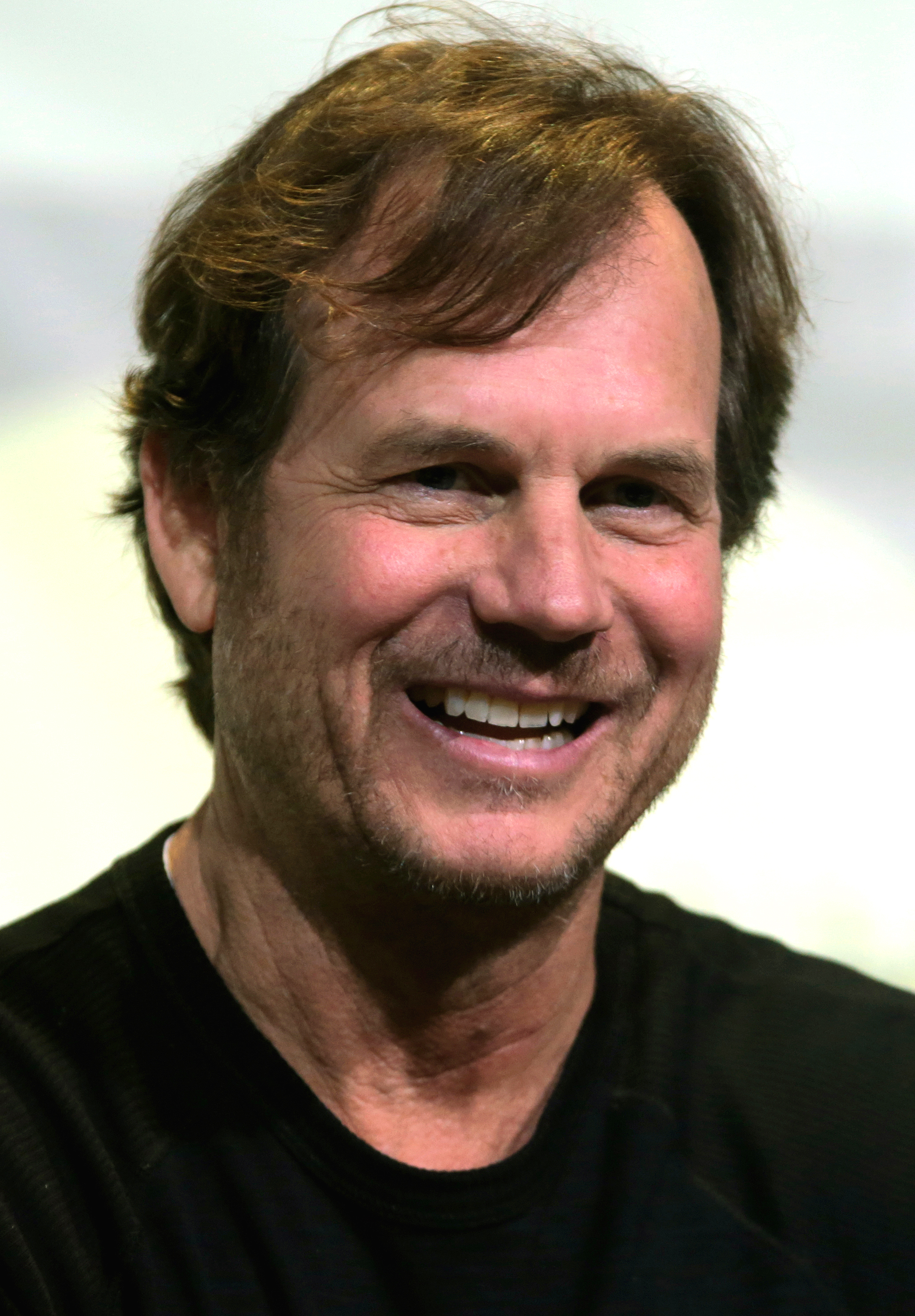
Bill Paxton en 2016.

### Acteur

#### Cinéma
- 1975 : Crazy Mama de Jonathan Demme : John (non crédité)
- 1981 : Les Bleus (Stripes) d'Ivan Reitman : un soldat
- 1982 : Fish Heads : le personnage principal
- 1982 : À la limite du cauchemar de William Asher : Eddie
- 1983 : Taking Tiger Mountain de Tom Huckabee et Kent Smith : Billy Hampton
- 1983 : Cérémonie mortelle (Mortuary) de Howard Avedis : Paul Andrews
- 1983 : The Lords of Discipline : Gilbreath
- 1984 : Clip Shadows of the Night pour Pat Benatar : l'opérateur radio
- 1984 : Les Rues de feu de Walter Hill : Clyde, le barman
- 1984 : Impulse de Graham Baker : Eddie
- 1984 : Terminator de James Cameron : le chef des punks
- 1985 : Une créature de rêve de John Hughes : Chet Donnelly
- 1985 : Commando de Mark L. Lester : l'officier d'interception
- 1986 : Riding Fast : Bobo
- 1986 : Aliens le retour de James Cameron : le soldat William Hudson
- 1987 : Aux frontières de l'aube de Kathryn Bigelow : Severen
- 1988 : Pass the Ammo : Jesse Wilkes
- 1989 : Slipstream : Le Souffle du futur (Slipstream) de Steven Lisberger : Matt Owens
- 1989 : Un flic à Chicago de John Irvin : Gerald Gates
- 1990 : Back to Back : Bo Brand
- 1990 : Sanglante Paranoïa d'Adam Simon : Jim Reston
- 1990 : L'Enfer bleu (The Last of the Finest) de John Mackenzie : Howard Jones
- 1990 : Navy Seals : Les Meilleurs de Lewis Teague : Dane
- 1990 : Predator 2 de Stephen Hopkins : Jerry Lambert
- 1991 : À plein tube ! d'Adam Rifkin : Gus
- 1992 : Un faux mouvement de Carl Franklin : le chef Dale « Hurricane » Dixon
- 1992 : Psychose meurtrière de Chris Walas : Graham Krakowski
- 1992 : Les Pilleurs de Walter Hill : Vince Gillian
- 1993 : Future Shock : Vince
- 1993 : L'Été indien (Indian Summer) : Jack Belston
- 1993 : Boxing Helena : Ray O'Malley
- 1993 : Monolithe de John Eyres : Tucker
- 1993 : Tombstone de George Cosmatos : Morgan Earp
- 1994 : Frank and Jesse : Frank James
- 1994 : True Lies de James Cameron : Simon
- 1995 : Apollo 13 de Ron Howard : Fred Haise
- 1995 : L'Ultime Souper de Stacy Title : Zachary Cody
- 1996 : Twister de Jan de Bont : Bill Harding
- 1996 : Étoile du soir de Robert Harling : Jerry Bruckner
- 1997 : Titanic de James Cameron : Brock Lovett
- 1998 : Un plan simple de Sam Raimi : Hank Mitchell
- 1998 : Mon ami Joe : Greg O'Hara
- 2000 : U-571 de Jonathan Mostow : le Lieutenant Commander Mike Dahlgren
- 2000 : Vertical Limit de Martin Campbell : Elliot Vaughn
- 2001 : Emprise de Bill Paxton : Dad Meiks
- 2002 : Spy Kids 2 : Espions en herbe de Robert Rodriguez : Dinky Winks
- 2003 : Les Fantômes du Titanic de James Cameron : lui-même
- 2003 : Résistance de Todd Komarnicki : Ted
- 2003 : Spy Kids 3 : Mission 3D : Dinky Winks
- 2004 : Club Dread de Jay Chandrasekhar : Coconut Pete
- 2004 : Thunderbirds de Jonathan Frakes : Jeff Tracy
- 2004 : Haven de Frank E. Flowers : Carl Ridley
- 2007 : The Good Life (en) : Robbie
- 2012 : Piégée de Steven Soderbergh : John Kane
- 2012 : Shanghai Calling (en) de Daniel Hsia : Donald
- 2013 : 2 Guns de Baltasar Kormákur : Earl
- 2013 : The Colony de Jeff Renfroe : Mason
- 2014 : Edge of Tomorrow de Doug Liman : le sergent-maître Bartolome Farell
- 2014 : Night Call de Dan Gilroy : Joe Loder
- 2014 : Million Dollar Arm de Craig Gillespie : Tom House
- 2016 : En cavale de Peter Billingsley : le détective Keenan
- 2016 : Mean Dreams de Nathan Morlando : Wayne Carraway
- 2017 : The Circle de James Ponsoldt : le père de Mae

#### Télévision
- 1980 : The Six O'Clock Follies (série)
- 1983 : Deadly Lessons (téléfilm) : Eddie Fox
- 1985 : The Atlanta Child Murders (feuilleton) : Campbell
- 1985 : Un printemps de glace (téléfilm) : Bob Maracek
- 1986 : Fresno (en) (mini-série) : Billy Joe Bobb
- 1986 : Miami Vice : Vick Romano (série) (Saison 3, Épisode 10)
- 1998 : Vietnam: un adroit mensonge (en) (A Bright Shining Lie) (téléfilm) : John Paul Vann
- 2006 - 2011 : Big Love (série) : Bill Henrickson
- 2012 : Hatfields and McCoys : Randolph « Randall » McCoy
- 2014 : Marvel : Les Agents du SHIELD : l'agent John Garrett
- 2015 : Texas Rising (en) de Roland Joffé : Sam Houston
- 2015 : The Gamechangers de Owen Harris : Jack Thompson
- 2017 : Training Day (série) : Frank Rourke

#### Clip musical
- 2003 : Limp Bizkit - Eat you alive de Fred Durst

### Réalisateur

#### Cinéma
- 1982 : Fish Heads (court métrage)
- 2001 : Emprise
- 2005 : Un parcours de légende

### Jeux vidéo
- 2015 : Call of Duty: Advanced Warfare : M. Kahn

## Distinctions

### Récompenses

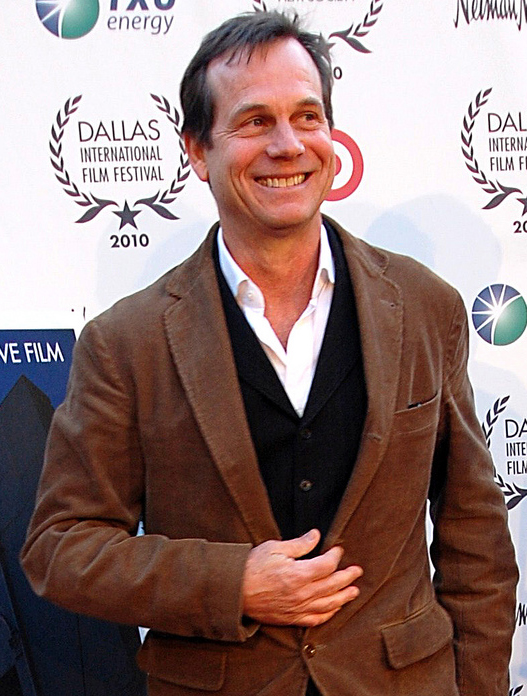
Bill Paxton au DIFFA en 2010.

- 1987 : Saturn Award du meilleur acteur dans un second rôle pour Aliens, le retour
- 1996 : Screen Actors Guild Awards de la meilleure distribution pour Apollo 13 partagé avec Kevin Bacon, Tom Hanks, Ed Harris, Kathleen Quinlan et Gary Sinise

### Nominations
- 1988 : Saturn Award du meilleur acteur dans un second rôle pour Aux frontières de l'aube
- 1995 : Saturn Award du meilleur acteur dans un second rôle pour True Lies
- 1995 : CableACE Awards du meilleur acteur dans une série dramatique pour Les Contes de la crypte
- 1997 : Saturn Award du meilleur acteur pour Twister
- 1998 : Screen Actors Guild Awards de la meilleure distribution pour Titanic partagé avec Suzy Amis, Kathy Bates, Leonardo DiCaprio, Frances Fisher, Victor Garber, Bernard Hill, Jonathan Hyde, Gloria Stuart, David Warner, Kate Winslet, Billy Zane, Danny Nucci et Bernard Fox
- 1999 : Meilleur acteur dans une mini-série ou un téléfilm pour A Bright Shining Lie
- 2003 : Saturn Award du meilleur réalisateur pour Emprise
- 2003 : Chicago Film Critics Association Awards du réalisateur le plus prometteur pour Emprise
- 2003 : Online Film Critics Society Awards du meilleur réalisateur pour Emprise
- 2003 : Saturn Award du meilleur commentaire audio pour le nouveau d'Aliens, le retour partagé avec James Cameron, Michael Biehn, Jenette Goldstein, Carrie Henn, Christopher Henn, Lance Henriksen, Gale Anne Hurd, Pat McClung, Dennis Skotak, Robert Skotak et Stan Winston
- 2006 : Satellite Awards du meilleur acteur dans une série dramatique pour Big Love
- 2007 : Satellite Awards du meilleur acteur dans une série dramatique pour Big Love
- 2007 : Golden Globe du meilleur acteur dans une série dramatique pour Big Love
- 2008 : Golden Globe du meilleur acteur dans une série dramatique pour Big Love
- 2009 : Satellite Award du meilleur acteur dans une série dramatique pour Big Love
- 2010 : Golden Globe du meilleur acteur dans une série dramatique pour Big Love
- 2012 : Primetime Emmy Awards du meilleur acteur dans un téléfilm où une mini-série pour Hatfields & McCoys
- 2013 : Monte-Carlo TV Festival du meilleur acteur dans un téléfilm où une mini-série pour Hatfields & McCoys
- 2013 : Screen Actors Guild Awards du meilleur acteur dans un téléfilm où une mini-série pour Hatfields & McCoys

## Voix françaises
En France
| - Michel Papineschi dans : - Les Pilleurs - Étoile du soir - Un plan simple - Club Dread - 2 Guns - The Colony - Bruno Choël dans : - Titanic - Vietnam : Un adroit mensonge (téléfilm) - Mon ami Joe - Call of Duty: Advanced Warfare (jeu vidéo) - Mean Dreams - Philippe Vincent dans : - Spy Kids 2 : Espions en herbe - Spy Kids 3 : Mission 3D - Haven : L'Enfer au paradis - Patrick Borg dans : (les séries télévisées) - Big Love - Hatfields and McCoys - Marvel : Les Agents du SHIELD - Philippe Peythieu dans : - Commando - True Lies - José Luccioni dans : - Aliens, le retour - Predator 2 | - Hervé Bellon dans : - Tombstone - Edge of Tomorrow - Jérôme Keen dans : - Vertical Limit - Piégée et aussi - William Coryn dans Les Rues de feu - Alain Flick dans Terminator - Dominique Collignon-Maurin dans Une créature de rêve - Jean-Louis Faure dans Aux frontières de l'aube - Lionel Tua dans Un flic à Chicago - Emmanuel Jacomy dans Slipstream : Le Souffle du futur - Emmanuel Karsen dans Navy Seals : Les Meilleurs - Lionel Henry dans Un faux mouvement - Emmanuel Curtil dans Psychose meurtrière - Pierre-François Pistorio dans Monolithe - Nicolas Marié dans Les Contes de la crypte, (série télévisée) - Jean-François Vlérick dans Apollo 13 - Bernard-Pierre Donnadieu dans L'Ultime Souper - Bernard Lanneau dans Twister - Christian Visine dans Les Truands - Patrick Noérie dans U-571 - Gérard Darier dans Emprise - Éric Herson-Macarel dans Les Fantômes du Titanic (voix) - Julien Kramer dans Thunderbirds - Gilles Morvan dans Night Call - Martin Spinhayer dans En cavale - Éric Aubrahn dans Training Day (série télévisée) - Christian Gonon dans The Circle |